# C'est dur d'être un homme : Élégie du vagabondage
Série C'est dur d'être un homme
C'est dur d'être un homme : Rêve éveillé
(1972) C'est dur d'être un homme : Mon Torajirô à moi
(1973)
Pour plus de détails, voir Fiche technique et Distribution.
C'est dur d'être un homme : Élégie du vagabondage (男はつらいよ 寅次郎忘れな草, Otoko wa tsurai yo: Torajirō wasurenagusa) est un film japonais réalisé par Yōji Yamada et sorti en 1973. C'est le 11e film de la série C'est dur d'être un homme.

## Synopsis
Lorsque Tora-san retourne de manière inopinée dans sa famille de Shimabata, une cérémonie funèbre en commémoration de la mort de son père est en cours. Il ne peut s'empêcher de faire le pitre et de faire rire toute l'assistance au grand dam du prêtre Gozen-sama. Après d'être disputé avec sa famille au sujet du rêve impossible de sa sœur Sakura de posséder un piano, il repart sur les routes.
Arrivé par le train de nuit à Abashiri sur l'ile de Hokkaidō, il fait la connaissance de Lily, une chanteuse itinérante qui comme lui vit une vie d'errance au travers du Japon et tous deux se trouvent des points communs. Tora-san se met au service de Kurihara qui exploite une ferme laitière, mais le travail est dur et il tombe vite malade d'épuisement. Prévenue par lettre, Sakura se rend à Hokkaidō et ramène son frère convalescent à Tokyo.
Tora-san croise Lily qui poursuit sa tournée à Tokyo, il la présente à sa famille et ils passent du bon temps ensemble. Un soir Lily, éméchée et triste après un concert dans un cabaret où personne n'a prêté attention à elle, réveille Tora-san avant de s’enfuir. Sans nouvelle de Lily, Tora-san reprend la route, Sakura apprend plus tard qu'elle a abandonné le chant et s'est mariée à un restaurateur.

## Fiche technique
- Titre : C'est dur d'être un homme : Élégie du vagabondage[1]
- Titre original : 男はつらいよ 寅次郎忘れな草 (Otoko wa tsurai yo: Torajirō wasurenagusa?)
- Réalisation : Yōji Yamada
- Scénario : Yōji Yamada, Akira Miyazaki (ja) et Yoshitaka Asama
- Photographie : Tetsuo Takaha (ja)
- Montage : Iwao Ishii (ja)
- Musique : Naozumi Yamamoto
- Décors : Kiminobu Satō
- Producteur : Kiyoshi Shimazu
- Sociétés de production : Shōchiku
- Pays de production :  Japon
- Langue originale : japonais
- Format : couleur — 2,35:1 — 35 mm — son mono
- Genres : comédie dramatique ; romance
- Durée : 99 minutes[2] (métrage : sept bobines - 2 735 m[2])
- Dates de sortie :
  - Japon : 4 août 1973[2]
  - États-Unis : 4 janvier 1974[3]

## Distribution
- Kiyoshi Atsumi : Torajirō Kuruma / Tora-san
- Chieko Baishō : Sakura Suwa, sa demi-sœur
- Tatsuo Matsumura : Ryūzō Kuruma, son oncle
- Chieko Misaki (ja) : Tsune Kuruma, sa tante
- Gin Maeda (en) : Hiroshi Suwa, le mari de Sakura
- Hayato Nakamura : Mitsuo Suwa, le fils de Sakura et de Hiroshi
- Ruriko Asaoka : Kiyoko Matsuoka, alias Lily
- Harue Tone (ja) : la mère de Lily
- Junkichi Orimoto (ja) : Kurihara, propriétaire d'une ferme à Hokkaidō
- Sandayū Dokumamushi (ja) : Ryōkichi Ishida
- Hisao Dazai (ja) : Umetarō Katsura, le voisin imprimeur
- Gajirō Satō (ja) : Genko
- Chishū Ryū : Gozen-sama, le grand prêtre

## Autour du film
Le film est classé 9e meilleur film japonais de l'année 1973 par la revue Kinema Junpō,.

## Récompenses
- 1974 : Prix Mainichi de la meilleure réalisation pour Yōji Yamada (conjointement pour C'est dur d'être un homme : Rêve éveillé et C'est dur d'être un homme : Élégie du vagabondage) et prix Mainichi du meilleur scénario pour Yōji Yamada, Akira Miyazaki (ja) et Yoshitaka Asama[6]